# Місцевості Науру
Місцевості Науру.

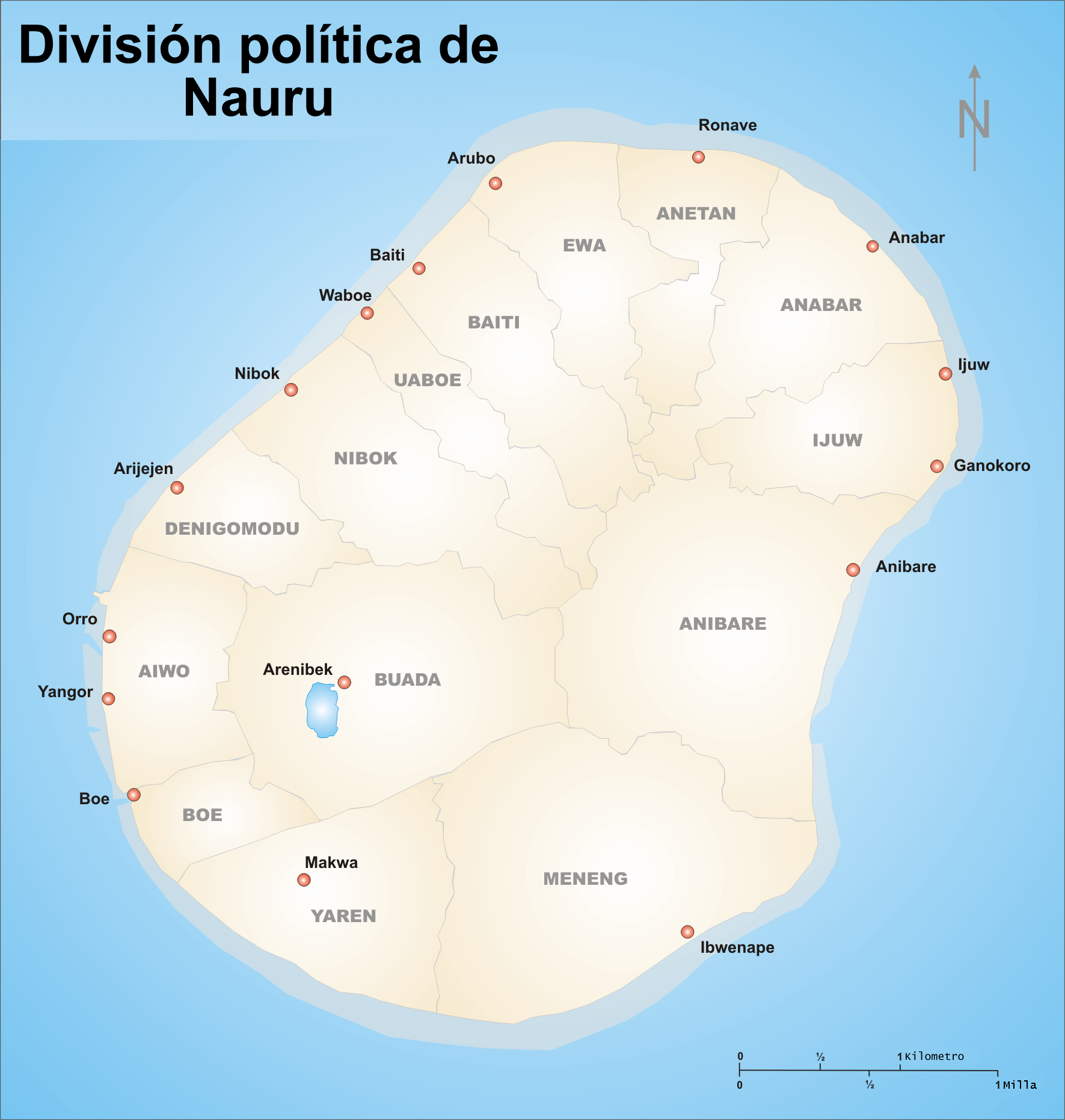
Мапа округів і місцевостей Науру

У Науру немає поселень, що мали б статус міст — є лише населені місцевості (поселення, округи). Налічується понад 10 місцевостей із населенням понад 400 мешканців. Три місцевості мають населення понад 1 тисячу, решта — менш як 1 тисячу. Нижче перелічено 11 найбільших місцевостей із населенням понад 400 мешканців.
| Назва      | Населення (2011) |
| ---------- | ---------------- |
| Денігомоду | 1804             |
| Мененг     | 1380             |
| Айво       | 1220             |
| Бое        | 851              |
| Ярен       | 747              |
| Буада      | 739              |
| Анетан     | 587              |
| Баіті      | 513              |
| Нібок      | 484              |
| Анабар     | 452              |
| Єва        | 446              |